# Munkebo
Munkebo ist eine dänische Kleinstadt innerhalb der Kerteminde Kommune.
Die Einwohnerzahl der Stadt lag am 1. Januar 2023 bei 5535.

## Geografie
Munkebo befindet sich im Nordosten der Insel Fünen in der Region Syddanmark. Sie liegt etwa 14 km nordöstlich von Odense, am Südzipfel der Halbinsel Hindsholm zwischen dem Odense-Fjord und Kertinge Nor. Die Stadt befindet sich etwa 8 km westlich von Kerteminde.

## Geschichte
Der Name Munkebo leitet sich vom Wort Munkebothae (dän. munkenes boder) ab. Er verweist auf die Mönche des Sankt-Knuds-Klosters in Odense, die den Ort gründeten, da er an fischreichen Gewässern lag. Der Ort gehörte ihnen, bis die Reformation die Gegend im Jahr 1536 erreichte.
Ab den 1950er-Jahren erfuhr der Ort einen großen Wandel durch die Errichtung der Lindøværft. In dieser Zeit wuchs die Bevölkerung stark: von rund 1000 Einwohnern im Jahr 1955 auf etwa 5000 im Jahr 1965.
Bis 2006 gehörte der Ort zur Munkebo Kommune, die in der Kerteminde Kommune aufging.

## Kultur und Sehenswürdigkeiten
- Munkeboderne: neun zusammenhängende Häuser
- Kirche Munkebo: erbaut um 1100
- Munkebo Bakke: 58 m hoher Hügel mit Aussichtsturm[4]
- Minibyen: eine Rekonstruktion des alten Fischerdorfs Munkebo von vor 1959 im Kleinformat[5]
- Ganggräber im Nyhøj

## Wirtschaft
Im Norden Munkebos, am Odense-Fjord, befindet sich die Lindøværft, die zur A.-P.-Møller-Mærsk-Gruppe gehört. Im Jahr 2010 zog die Fayard A/S aus Fredericia auf das Werftgelände in Munkebo.

## Verkehr und Infrastruktur
Munkebo verfügt über einen kleinen Hafen. Die Stadt ist über die Straße 165 mit Odense und Kerteminde verbunden.